# آلانکریتا شریواستاوا
آلانکریتا شریواستاوا (انگلیسی: Alankrita Shrivastava) کارگردان فیلم و فیلم‌نامه‌نویس زن اهل هند است.

## فیلم‌شناسی
| سال  | فیلم                                | نقش                  | یادداشت                 |
| ---- | ----------------------------------- | -------------------- | ----------------------- |
| ۲۰۰۵ | آدم‌ربایی                            | دستیار ارشد کارگردان |                         |
| ۲۰۰۷ | Dil Dosti Etc                       | تهیه‌کننده اجرایی     |                         |
| ۲۰۰۷ | Khoya Khoya Chand                   | تهیه‌کننده اجرایی     |                         |
| ۲۰۱۰ | راجنیتی                             | دستیار کارگردان      |                         |
| ۲۰۱۱ | Turning ۳۰                          | کارگردان، نویسنده    | Debut                   |
| ۲۰۱۷ | رژ لب زیر برقع من                   | کارگردان، نویسنده    | نامزد: جایزه فیلم‌فیر    |
| ۲۰۱۹ | Made in Heaven                      | کارگردان             | نتفلیکس Original Series |
| ۲۰۲۰ | Dolly Kitty Aur Woh Chamakte Sitare | کارگردان، نویسنده    |                         |